# مخزن سد چبوکساری
مخزن سد چبوکساری (انگلیسی: Cheboksary Reservoir) یک دریاچه سد در چوواشستان کشور روسیه است.